# وليام ريتشي سورلي
وليام ريتشي سورلي، (بالإنجليزية: William Ritchie Sorley)‏ (نوفمبر 1855 - 28 يوليو 1935) هو فيلسوف اسكتلندي. محاضر في جيفورد ، كان أحد المفكرين في المدرسة البريطانية المثالية، مع اهتمامات في الأخلاق. كان معارضاً قبول النساء كطالبات في جامعة كامبريدج .

## الحياة و المهنة
وُلد ويليام ريتشي سورلي في سيلكيرك، اسكتلندا. وهو ابن آنا ريتشي وويليام سورلي ، وزير كنيسة اسكتلندا الحرة. تلقى تعليمه أولاً في جامعة إدنبرة، حيث حصل على درجة علمية في الفلسفة والرياضيات. تبع ذلك نيو كوليدج، أدنبرة حيث درس اللاهوت بنية التدريب للكنيسة. ثم تخلى عنها، وبعد فوزه بمنحة شو، أمضى عامًا في كلية الثالوث (كامبريدج) حيث حصل على الجزء الثاني من تريبوس (امتحان درجة الشرف بكامبردج) للعلوم الأخلاقية. بعد ذلك أمضى عدة سنوات في كامبريدج حيث كان محاضرًا وفي عام 1883 انتخب زميلًا في كلية الثالوث.
كان الاهتمام الفلسفي الرئيسي لسورلي هو موضع القيم الأخلاقية في الكون. كان يعتقد أن القيم الأخلاقية موضوعية - حيث كانت رؤيته التي شرحها في محاضرات جيفورد وفي أعماله الأولى حول أخلاقيات المذهب الطبيعي. إن الخير أخلاقياً هو ما يجب علينا ممارسته أخلاقياً في حدود قدرتنا على القيام بذلك. والذي لا يقع في نطاق قدرتنا الفعلية على التصرف على نحو معين،، فإننا لسنا ملزمين بممارسته ولا يمكن أن يكون قيمة أخلاقية.

## المنشورات
- أخلاقيات المذهب الطبيعي (إدنبرة، 1885)
- الاتجاهات الحديثة في الأخلاق (إدنبرة، 1904)
- الحياة الأخلاقية والقيمة الأخلاقية (كامبريدج، 1911)
- تاريخ الفلسفة الإنجليزية (كامبريدج، 1920)

## وصلات خارجية
- Works written by or about وليام ريتشي سورلي at ويكي مصدر
- مؤلفات وليام ريتشي سورلي في مشروع غوتنبرغ
- Works by or about William Ritchie Sorley
- William Ritchie Sorley بعض مذكرات السيرة الذاتية والمحاضرات المتاحة على موقع Gifford Lectures